# Anna (film)
Anna – film fabularny, dramat, produkcji amerykańskiej z 1987 roku w reżyserii Jerzego Bogajewicza. Scenariusz powstał na podstawie noweli Agnieszki Holland i J. Bogajewicza, opracowany przez A. Holland.

## Obsada
- Sally Kirkland jako Anna
- Robert Fields(inne języki) jako Daniel
- Paulina Porizkova jako Krystyna
- Steven Gilborn jako Tonda, były mąż Anny
- Ruth Maleczech(inne języki) jako Gloria
- Stefan Schnabel(inne języki) jako Profesor
- Sofia Coppola jako Noodle

## O filmie
Inspiracją do napisania tej historii było spotkanie w Nowym Jorku dwóch znanych polskich aktorek, które wyemigrowały do Stanów Zjednoczonych – Joanny Pacuły i Elżbiety Czyżewskiej.
Główną bohaterką filmu jest Anna Radkova (Sally Kirkland), znana (choć już starzejąca się) czeska aktorka, która po tragicznych wydarzeniach w Czechosłowacji w 1968 roku została aresztowana, a następnie zmuszona do wyjazdu za granicę. Wyjeżdża do USA, gdzie ma problemy z przystosowaniem się do nowej sytuacji. Anna z dnia na dzień przestała być gwiazdą, co spowodowało załamanie jej pewności siebie, chorobę nerwową i pogłębiającą się depresję. Wspiera ją kochanek Daniel (Robert Fields).
Dopiero spotkanie z młodą aktorką Krystyną (Paulina Porizkova) doprowadza do przemiany w życiu Anny. Postanawia ona bowiem pomóc początkującej koleżance po fachu w zrobieniu kariery w niełatwym zawodzie aktora. Daje jej lekcje aktorstwa, zaprzyjaźnia się z nią, wręcz jej matkuje. Znowu czuje się potrzebna, a każdy sukces Krystyny daje Annie nowe siły do życia.

## Nagrody i nominacje
- 1987 – Nagroda Stowarzyszenia Krytyków Filmowych Los Angeles (LAFCA) dla Sally Kirkland w kategorii "najlepsza aktorka"
- 1988 – nominacja do Złotego Globu (Nagroda Stowarzyszenia Prasy Zagranicznej w Hollywood) w kategorii "najlepsza aktorka dramatyczna" dla Sally Kirkland
- 1988 – nominacja do Oscara (Nagroda Amerykańskiej Akademii Sztuki Filmowej) w kategorii "najlepsza aktorka" dla Sally Kirkland
- 1988 – Independent Spirit Awards (nagrody kina niezależnego) dla Sally Kirkland w kategorii "najlepsza aktorka"
- 1988 – nominacja do Independent Spirit Awards (nagrody kina niezależnego) nominacja w kategorii "najlepszy scenariusz" dla Agnieszki Holland
- 1988 – nagroda "François Truffaut" na Festiwal Filmowy w Valladolid dla najlepszego debiutu dla Jerzego Bogajewicza